# Yalnón
Yalnón es una localidad del estado mexicano de Campeche. Es parte del municipio de Hecelchakán. La localidad consiste en una colonia agraria menonita, dividida en diez campos.

## Historia
La población de Yalnón fue fundada en 1983 por un grupo de colonos menonitas y se rige de acuerdo a sus costumbres religiosas. La población se dedica principalmente al trabajo agrícola, evita el uso de maquinaria moderna y utiliza el bajo alemán como lengua común. La población es regida por un par de gobernantes, electos cada tres años y con derecho a reelección.

## Demografía
| Gráfica de evolución demográfica |
|                                  |

| Censo | Población |
| ----- | --------- |
| 1990  | 665       |
| 2000  | 1 125     |
| 2010  | 1 151     |
| 2020  | 1 359     |